# 似鈎下口鯰
似鈎下口鯰，為輻鰭魚綱鯰形目甲鯰科的其中一種，為熱帶淡水魚，分布於南美洲Tietê河流域，體長可達21公分，棲息在底層水域，生活習性不明。

## 扩展阅读
維基物種上的相關：似鈎下口鯰